# Geissanthus perpuncticulosus
Geissanthus perpuncticulosus är en viveväxtart som först beskrevs av Cyrus Longworth Lundell, och fick sitt nu gällande namn av J.J. Pipoly. Geissanthus perpuncticulosus ingår i släktet Geissanthus och familjen viveväxter. Inga underarter finns listade i Catalogue of Life.